# Martin Matsbo
Martin Johannes Matsbo (ur. 4 października 1911 w Hedemora, zm. 6 września 2002 w Södertälje) – szwedzki biegacz narciarski, brązowy medalista olimpijski oraz dwukrotny brązowy medalista mistrzostw świata.

## Kariera
Igrzyska w Garmisch-Partenkirchen w 1936 roku był pierwszymi i zarazem ostatnimi igrzyskami w jego karierze. Wspólnie z Johnem Bergerem, Arthurem Häggbladem i Erikiem Augustem Larssonem wywalczył brązowy medal w sztafecie 4 × 10 km. Na tych samych igrzyskach zajął także czwarte miejsce w biegu na 18 km techniką klasyczną, przegrywając walkę o brązowy medal z Pekką Niemim z Finlandii o zaledwie 3 sekundy.
W 1935 roku wystartował na mistrzostwach świata w Vysokich Tatrach. Wraz z Halvarem Moritzem, Erikiem Augustem Larssonem i Nilsem-Joelem Englundem wywalczył brązowy medal w sztafecie. W indywidualnych startach zajął piąte miejsce w biegu na 18 km oraz szóste w biegu na dystansie 50 km techniką klasyczną. Startował także na mistrzostwach świata w Lahti w 1938 roku. Szwedzi w składzie: Sven Hansson, Donald Johansson, Sigurd Nilsson i Martin Matsbo wywalczyli kolejny brązowy medal w sztafecie. Matsbo zajął także czwarte miejsce w biegu na 18 km, ulegając Finowi Kalle Jalkanenowi w walce o brązowy medal. W 1937 roku wygrał bieg na 18 km podczas Holmenkollen ski festival.

## Osiągnięcia

### Igrzyska olimpijskie
| Miejsce | Dzień     | Rok  | Miejscowość            | Konkurencja             | Wynik   | Strata | Zwycięzca           |
| ------- | --------- | ---- | ---------------------- | ----------------------- | ------- | ------ | ------------------- |
| 3.      | 10 lutego | 1936 | Garmisch-Partenkirchen | Sztafeta 4 × 10 km      | 2:41:33 | +1:30  | Finlandia           |
| 4.      | 12 lutego | 1936 | Garmisch-Partenkirchen | 18 km stylem klasycznym | 1:14:38 | +2:24  | Erik August Larsson |

### Mistrzostwa świata
| Miejsce | Dzień     | Rok  | Miejscowość  | Konkurencja             | Czas biegu | Strata | Zwycięzca         |
| ------- | --------- | ---- | ------------ | ----------------------- | ---------- | ------ | ----------------- |
| 19.     | 21 lutego | 1934 | Sollefteå    | 18 km stylem klasycznym | 1:04:29,0  | +4:01  | Sulo Nurmela      |
| 5.      | 15 lutego | 1935 | Vysoké Tatry | 18 km stylem klasycznym | 1:27:50    | +4:58  | Klaes Karppinen   |
| 6.      | 17 lutego | 1935 | Vysoké Tatry | 50 km stylem klasycznym | 4:14:23    | +21:13 | Nils-Joel Englund |
| 3.      | 18 lutego | 1935 | Vysoké Tatry | Sztafeta 4 × 10 km      | 2:42:30    | +4:23  | Finlandia         |
| 4.      | 25 lutego | 1938 | Lahti        | 18 km stylem klasycznym | 1:09:37    | +1:26  | Pauli Pitkänen    |
| 3.      | 28 lutego | 1938 | Lahti        | Sztafeta 4 × 10 km      | 2:38:42    | +4:23  | Finlandia         |